# Мандолинен оркестър „Маестро Георги Атанасов“
Мандолинен оркестър „Маестро Георги Атанасов“ при Народно читалище „Виделина – 1862“, Пазарджик е акустичен ансамбъл от мандолини, китари, пиколо и барабани, изпълняващи произведения от барока и ренесанса, класически, фолклорни и модерни изпълнения.

## История
Оркестърът е създаден през есента на 1979 г. От 10 декември 1979 г. носи името на Маестро Георги Атанасов. Той е продължител на мандолинните оркестри в Пазарджик от края на XIX и началото на XX век. До 2005 г. художествен ръководител на оркестъра е Елена Генова. Настоящият диригент е Атанас Чолаков.

## Награди
Мандолинен оркестър „Маестро Георги Атанасов“, Пазарджик е носител на златни медали от V, VІ и VІІ Републикански фестивал на художествената самодейност. През 1989 г. печели сребърен медал и диплом от XI световен музикален конкурс в Керкраде, Нидерландия. Получава отличие и почетен знак от Международния фестивал на мандолинните оркестри в Ремиремонт, Франция през 1995, 2002 и 2009 г.